# Nandom
Nandom est une ville du Ghana et la capitale du district de Nandom de la Région du Haut Ghana occidental.  

## Population et langues
La ville de Nandom et les multiples villages qui l'entourent au nord, au sud, à l'est et à l'ouest sont habités par des Dagara. Les Dagara du district de Nandom et les Dagaaba au sud de Nandom sont le même groupe ethnique, bien qu'ils parlent deux dialectes différents de la même langue. Les habitants de Nandom parlent le dialecte Lobr et les Dagaaba au sud parlent Ngmere (ou Central Dàgááre). Les gens de Nandom utilisent le label «Dagara» pour la langue et les gens et les locuteurs du sud nous le label «Dagaaba» pour le peuple et Dagaare pour la langue. Ce sont, cependant, des prononciations différentes de la même langue plutôt que des noms des deux dialectes, comme beaucoup de gens les ont pris pour être. Les deux dialectes de la langue sont mutuellement intelligibles. 
Nandom faisait partie du district de Lawra-Nandom. C'est maintenant un district à lui seul, appelé le district de Nandom, avec un représentant parlementaire au Parlement du Ghana dans la capitale d'Accra. La ville de Nandom est située à 8 kilomètres à l'est de la Volta, frontière naturelle entre le Ghana et le Burkina Faso voisin. Il y a une route à l'ouest de Nandom jusqu'à la Volta qui se termine au village de Dabagteng. A dix miles au nord de Nandom se trouve une ville appelée Hamile (en), où se trouve une frontière officielle entre le Ghana et le Burkina Faso avec des bureaux de douane et d'immigration. De nombreuses villes et villages de l'autre côté de la frontière dans le sud du Burkina Faso parlent également le même dialecte que le Dagara de Nandom. D'autres dialectes tels que Wiile et Ule sont également parlés au Burkina Faso. 

## Architecture et religions
La basilique catholique de Nandom est construite en pierre et était la plus grande église chrétienne d'Afrique de l'Ouest. Les activités missionnaires chrétiennes dans la région ont été introduites par les Missionnaires catholiques d'Afrique (également appelés les Pères Blancs) dans les années 1930. L'église catholique a été construite en pierre grâce au travail fourni par les autochtones eux-mêmes. 
Au milieu de la ville réside la majeure partie des membres de la communauté musulmane. La majorité des musulmans sont originaires d'autres régions du Ghana ou du Burkina Faso voisin. La plupart d'entre eux sont des Mossi du Burkina Faso qui se sont installés dans la ville il y a plusieurs décennies. 

## Scolarité
Nandom est le foyer de Nandom Senior High School, une école catholique créée par les Frères de l'instruction chrétienne de Ploërmel (FIC). La ville abrite également l'école technique Nandom, également créée par les frères FIC. L'École professionnelle Sainte-Anne pour les filles a été créée par l'Église catholique. Il existe également des écoles élémentaires: l'école St. Andrew et l'école St. Paul. La plupart des villages de la région ont leurs propres écoles primaires et/ou intermédiaires. 

## Personnalités liées
- Anita-Pearl Ankor, peintre.
- Richard Baawobr, cardinal, évêque de Wa.